# Hermann Pernsteiner
Hermann Pernsteiner (ur. 7 sierpnia 1990 w Oberwart) – austriacki kolarz szosowy i górski. Olimpijczyk (2020).
Uprawiał również kolarstwo górskie, zdobywając w tej dyscyplinie medale mistrzostw Austrii zarówno w cross-country, jak i maratonie.

## Osiągnięcia

### Kolarstwo szosowe
Opracowano na podstawie:

2015
- 2. miejsce w górskich szosowych mistrzostwach Austrii

2016
- 1. miejsce w górskich szosowych mistrzostwach Austrii

2017
- 1. miejsce w Tour d’Azerbaïdjan

2018
- 2. miejsce w Tour of Japan
- 1. miejsce w Gran Premio di Lugano
- 2. miejsce w Österreich-Rundfahrt

2020
- 10. miejsce w Giro d’Italia

## Rankingi

### Kolarstwo szosowe
| Rok             | 2016  | 2017 | 2018 | 2019 | 2020 | 2021 | 2022 | 2023 |
| --------------- | ----- | ---- | ---- | ---- | ---- | ---- | ---- | ---- |
| UCI World Tour  | -     | -    | 203. |      |      |      |      |      |
| World Ranking   | 1113. | 539. | 125. | 320. | 121. | 497. | 293. | 838. |
| UCI Europe Tour | 753.  | 301. | 67.  | 263. | 100. | 401. | 235. | -    |
| UCI Asia Tour   | -     | -    | 88.  |      |      |      |      |      |
|                 |       |      |      |      |      |      |      |      |
| Źródło: UCI     |       |      |      |      |      |      |      |      |